# Сокольники (Юргинський округ)
Соко́льники (рос. Сокольники) — селище у складі Юргинського округу Кемеровської області, Росія.

## Населення
Населення — 316 осіб (2010; 280 у 2002).
Національний склад (станом на 2002 рік):
- росіяни — 83 %